# Wodospad w Sopotni Wielkiej
Wodospad w Sopotni Wielkiej – wodospad na potoku Sopotnia w miejscowości Sopotnia Wielka w gminie Jeleśnia, powiecie żywieckim, województwie śląskim. Pod względem geograficznym jest to obszar Beskidu Żywieckiego.
Jest to największy wodospad w całych polskich Beskidach. Potok Sopotnia ma kamieniste, głęboko wcięte w podłoże koryto (poniżej wodospadu ma ono głębokość 12–15 m). Zbudowane jest z piaskowców. Strome brzegi potoku porasta naturalny grąd. Na potoku Sopotnia Wielka znajdują się liczne progi skalne, na których powstają niewielkie wodospady. Opisywany wodospad jest najwyższy. Znajduje się w centrum miejscowości Sopotnia Wielka, na wysokości 620 m n.p.m., tuż pod mostem na potoku i ma wysokość 10 m. Jest rzadkim przypadkiem wodospadu kataklinalnego, w którym warstwy skał opadają stromo, w tym samym kierunku, co bieg wody. Próg, z którego spada woda ma długość 15 m, a woda wybiła pod nim kocioł eworsyjny o głębokości 5 m. Na dnie kotła znajdują się skośnie ustawione skalne płyty. Silne zawirowania wody w kotle eworsyjnym oraz ostre płyty na dnie stwarzają śmiertelne zagrożenie dla kąpiących się.
Opis wodospadu w „Przewodniku po Beskidach Zachodnich” Kazimierza Sosnowskiego:
Silna struga wody, u góry wąsko ujęta, niżej po skalnej tafli szerzej się rozpierająca, dołem w powietrzu zwisająca, spada z wysokości 10–12 m srebrną kaskadą w obszerny i głęboki, szmaragdowy basen, gdzie wiruje i białą pianę na brzegi wyrzuca. Jedna ściana wodospadu zdobna w dorodne jedlice, druga porosła haszczami; nad nim zagajnik sosnowy z kapliczką i most prymitywny do wsi. Podczas wezbranych wód wodospad ten jest imponujący; sztafaż jednak jego z powodu odległości stoków górskich jest mniej malowniczy. Siłę jego wyzyskiwano dawniej do obracania koła (o 20 m obwodu) wielkiego tartaku, który spłonął (...).
Wodospad jest pomnikiem przyrody.